# Thomas Nuttall
Pour les articles homonymes, voir Nuttall.
Thomas Nuttall (5 janvier 1786 – 10 septembre 1859) est un botaniste et un zoologiste d'origine britannique qui a vécu et travaillé aux États-Unis entre 1808 et 1842.

## Biographie
Thomas Nuttall naît le 5 janvier 1786 dans le village de Long Preston près de Settle dans le Yorkshire.
Il travaille tout d'abord comme imprimeur avant d'émigrer aux États-Unis où il rencontre le professeur Benjamin Smith Barton à Philadelphie. Celui-ci l'incite à étudier les plantes et Nuttall commence à collecter des spécimens pour l'université de Philadelphie. Il devient l'ami de Samuel Washington Woodhouse.
En 1810, il voyage dans la région des Grands Lacs et en 1811, il accompagne l'expédition de la Pacific Fur Company conduite par Wilson Price Hunt et financée par John Jacob Astor sur la rivière Missouri. Le botaniste anglais John Bradbury, collectant pour le jardin botanique de Liverpool accompagne Nuttall. Les deux botanistes quittent l'expédition lorsque celle-ci arrive dans le Dakota du Sud au poste de traite des Amérindiens arikaras, et continuent à remonter la rivière avec Ramsay Crooks. En août, ils retournent au comptoir arikara et se joignent au groupe de Manuel Lisa et reviennent ainsi à Saint-Louis. L'expédition Lewis et Clark avait déjà exploré cette région mais les échantillons récoltés à cette occasion avaient été perdus. C'est pourquoi, les plantes récoltées par Nuttall sont encore inconnues des scientifiques. La guerre qui se prépare entre le Royaume-Uni et les jeunes États-Unis oblige Nuttall à quitter le pays et rejoindre Londres. Une fois dans cette ville, il consacre son temps à organiser son importante collection et rencontrer d'autres scientifiques.
En 1815, il retourne en Amérique où il herborise à nouveau. Il publie en 1818 The Genera of North American Plants. De 1818 à 1820, il voyage en Arkansas et le long des rivières Rouges. À son retour à Philadelphie, il fait paraître son récit de voyage, intitulé Journal of Travels into the Arkansas Territory during the year 1819. En 1825, il devient curateur du jardin botanique de l'université d'Harvard. Il publie son Manual of the Ornithology of the United States and of Canada (1832 et 1834).
En 1834, il démissionne de son poste et repart dans l'ouest, cette fois accompagné du naturaliste John Kirk Townsend. Il explore le Kansas, le Wyoming et l'Utah et descend la rivière Snake jusqu'au Columbia. Nuttall traverse l'océan Pacifique jusqu'aux îles hawaïennes en décembre. Au printemps de l'année 1835, il herborise sur la côte pacifique au nord-ouest, une région récemment explorée par David Douglas. À son retour de voyage, il s'arrête à San Diego où il rencontre Richard Henry Dana, Jr. qui le prend pour modèle pour dessiner le personnage du vieux curieux dans son livre, Two Years Before the Mast.
De 1836 à 1841, Nuttall travaille à l'Académie des sciences naturelles de Philadelphie. Durant cette période, il participe à la Flora of North America dirigée par Asa Gray et John Torrey. La mort de son oncle l'oblige à retourner en Angleterre pour régler l'héritage. De 1842 à 1849, il publie North American Sylva : Trees not described by F. A. Michaux, le premier ouvrage décrivant tous les arbres d'Amérique du Nord.

## Hommages
De nombreuses espèces, tant végétales qu'animales, lui ont été dédiées comme un pic vert, le pic de Nuttall (Picoides nuttallii) par son ami William Gambel ainsi que la pie à bec jaune (Pica nuttalli) et l'engoulevent de Nuttall (Phalaenoptilus nuttallii) par John James Audubon. Son nom est actuellement porté par un chêne rouge américain du centre sud des États-Unis, Nuttall's oak (Quercus texana) ainsi que par le cornouiller du Pacifique, également appelé cornouiller de Nuttall, (Cornus nuttallii) qui est l'emblème floral de la province canadienne de Colombie-Britannique.
Le Nuttall Ornithological Club, formé en 1873 et qui la première société ornithologique du pays, porte son nom.

## Liste partielle des publications
- The genera of North American plants, 1818
- New genera and species of plants, 1840
- The North American sylva, 1842-1849.